# Bad Eilsen
Bad Eilsen est une commune dépendant du district de Schaumburg, dans la Basse-Saxe, en Allemagne. La commune est située à près de 11 km au sud-ouest de Stadthagen, et de 13 km du sud-est de Minden.
Bad Eilsen est aussi le siège d'une Samtgemeinde (« commune collective »), Eilsen.